# Dunkelwerk
Dunkelwerk è una band tedesca che descrive il proprio sound come Endzeit Electro (dark electronic beats e sounds spesso combinati con il Nazismo temi di orrore, scenari apocalittici e voci distorte), si riferisce ad un genere che fu originariamente inaugurato da band come wumpscut: e Leæther Strip ed è oggi prodotta da band come The Retrosic, Suicide Commando o Hocico. Dunkelwerk è formato solo da una persona ed è essenzialmente un progetto che si sviluppa in studio di registrazione, non fa esecuzioni dal vivo e non partecipa ad eventi pubblici. Il nome della band è una vecchia parola tedesca che può essere tradotta con il termine "lavoro oscuro" o "fabbrica oscura". Il produttore di Dunkelwerk ha deciso di lavorare con lo pseudonimo "losttrooper", ed è restio a fornire fotografie che lo ritraggono.

## Storia
Dunkelwerk firmò nel 2003 con l'etichetta discografica belga Alfa Matrix. A quel tempo la band costituiva un primo passo verso una direzione più ardua di produzione per l'etichetta discografica. Dunkelwerk fu indirizzato alla Alfa Matrix da Cyrus dei The Retrosic (un'altra band tedesca di Endzeit Electro che acquisì l'interesse del pubblico in tutto il mondo grazie ai brani "God of Hell" o "Nightcrawler"). Prima di fare uscire il primo album Dunkelwerk fece parte di alcune compilations in tutto il mondo e pubblicò il primo singolo “Die Sechste Armee” su Square matrix 004 sampler che offriva 4 singoli di 4 band della Alfa Matrix. Il tema della guerra del singolo era un'anticipazione dell'album Troops, che viene spesso descritto come uno dei più oscuri album del genere Endzeit Electro. Parlando delle guerre tedesche questo album crea un'intensa atmosfera di sconfitta e perdita frammista all'uso di dance beats e marching melodies. La combinazione della dancemusic con un così difficile background storico fu una delle ragioni che portò a bandire da parte della stampa l'album di Dunkelwerk, alcuni magazine musicali come per esempio Sonic Seducer in Germania. Dunkelwerk fu definito come un “cattivo intrattenimento” dalla redazione nel 2005. Questo fu uno shock per l'etichetta. In molte interviste il produttore spiegò il concetto del suo lavoro e fece delle chiare dichiarazioni riguardo alle sue intenzioni e attitudine. Nel booklet egli dichiarò: “Dunkelwerk parla della sconfitta, non della vittoria. Noi non abbiamo alcuna intenzione di usare un filone di pensiero fascista!” 
“Troops” ebbe ampio risalto e guadagnò dei riconoscimenti nella scena industrial in tutto il mondo. Raggiunse la posizione 6 sulla DAC Charts tedesca e fu pubblicata come edizione speciale limitata con dei bonus remixes in una scatola di cartoncino. Tutti i pezzi dell'album sono ispirati alle due guerre mondiali e focalizzano sui momenti di sconfitta. Un elemento al di fuori dell'ordinario è l'uso di rare registrazioni originali del periodo delle due guerre mondiale in molte canzoni. Alcune persone incolpano la band di fare un gioco di propaganda usando la musica per ottenere attenzione.
L'album è stato mixato e masterizzato da Len Lemeire che lavorò con Implant, Anne Clark e molti altri artisti di musica elettronica.
Dietro al lavoro svolto nell'album il progetto fece alcuni remixes per altre band e offrì versioni esclusive di proprie canzoni su alcune compilation.
Un primo nuovo brano è stato pubblicato con la compilation Re:connected Vol.2. La data di pubblicazione del nuovo album è tuttavia ancora sconosciuta.

## Membri della Band
- losttrooper - arrangiamento, programmazione, tastiere, voce

## Discografia
- Full-length albums:
  - Troops (normale edizione composta da un CD, 2005)
  - (the limited) Troops (edizione limitata composta da 2 CD in boxset con canzoni esclusive e remixes, poster e cartoline, 2005)
- Singles ed EPs:
  - Die Sechste Armee (part of the Square Marix 004 normal CD edition, 2004)
  - Die Sechste Armee (part of the Square Marix 004 limited two CD edition boxset with bonus tracks, 2004)

## Remix fatte da Dunkelwerk per altre band e progetti
- Virtual Embrace – Escape To Insane (2xcd, limited), Acquaintance (Remix by Dunkelwerk)
- Neikka RPM – Here's Your Revoluition (ep CD), Here's Your Revolution (Deep Space Rescue Remix by Dunkelwerk)
- Plastic Noise Experience – Maschinenraum (ep CD), Maschinen (Remix by Dunkelwerk)
- Neikka RPM – The Gemini Prophecies (2xcd, limited), Here's Your Revolution (Remix Version 2 by Dunkelwerk)
- Crystalline Effect – Glass (2xcd), Another Rainy Day (Remix by Dunkelwerk)
- Patenbrigade:Wolff – Gefahrstoffe (single CD), Ostberliner Bauarbeiter (Remix by Dunkelwerk)
- Stereomotion – Resistance:2012 (CD), Holystigma (Remix by Dunkelwerk)
- XP8 – Endzeit Bunkertracks Act 1 (4xcd, limited boxset sampler), Straight Down (Remix by Dunkelwerk)

## Pezzi di Dunkelwerk nelle compilations
- Endzeit Bunkertracks Act 1 (4xcd, limited boxset sampler), Hope's Haven (short cut)
- Endzeit Bunkertracks Act 2 (4xcd, limited boxset sampler), Dresden (reduced)
- Re: Connected 1 (2xcd, sampler), Bastard
- Re: Connected 2 (2xcd, sampler), Your Love (rough cut)
- Cyberlab 4 (2xcd, sampler), 2Hell (Ladykiller Mixx)
- Cryonica Tanz V.3 (2xcd, sampler), Die Sechste Armee (Club is a battlefield cut)
- deCODER 2 (CD, sampler), Die Sechste Armee (M.A.O. Mix)
- Interbreeding 3 Xenophobic (2xcd, sampler), Stahlgrab (Compact Mixx)
- Interbreeding 7 The Flash Harvest/Natural Enemies (2xcd, sampler), Bastard (Against The Beast Version)
- Sounds From The Matrix 001 (CD, promotion sampler), 2Hell (Hellbreaker Mixx)
- Sounds From The Matrix 002 (CD, promotion sampler), Bastard (short cut)
- Sounds From The Matrix 003 (CD, promotion sampler), Underfire (Album)
- Synthphony REMIXed! 3 (CD, sampler), Bastard (African Frontline Mix by Implant)
- The Dark Entries…Into The Matrix (CD, promotion sampler), Die Sechste Armee (Club is a battlefield cut)

## Collaborazioni speciali
- The Retrosic - Nightcrawler (Collector's edition) (2xcd, DVD), Bastard (The Retrosic Version with vocals by Cyrus) and Bastard (Retrosic Remix)